# Chérisey
Chérisey é uma comuna francesa na região administrativa de Grande Leste, no departamento de Mosela. Estende-se por uma área de 5,07 km². Em 2010 a comuna tinha 304 habitantes (densidade: 60 hab./km²).